# Ракомка
Ра́комка — небольшая речка в Новгородском районе Новгородской области. Протекает по территории Новгородского (Ильменского) Поозерья. Истоки находятся в районе деревни Милославское и Неронов Бор. Длина — около 8 км.
Ракомка протекает в широкой (до 400 м) и глубокой ложбине, заросшей пожёнными травами. Летом пересыхает, превращаясь в болотце по центру ложбины, которая в половодье почти до краёв заполняется водой, постепенно сходящей при понижении уровня озера Ильмень. Местные жители именуют Ракомкой не столько речку, сколько саму впадину реки.
В весенний период сильно разливается. Впадает в Волхов в районе Перыни. До 1960-х годов вместе с Простью и Волховом омывала остров Перынь. В 1960-х годах насыпанная к острову дамба стала причиной частичного заболачивания устья Ракомки и Прости. В настоящее время впадает в Волхов севернее Перыни.
На берегах Ракомки находятся деревни Троица, Старое Ракомо, Новое Ракомо, Горные Морины, Медвежья Голова, Милославское.